# Дуданово
Дуданово — деревня в Солецком районе Новгородской области.

## География
Находится в западной части Новгородской области на расстоянии приблизительно 21 км на юго-восток по прямой от районного центра города Сольцы на правом берегу речки Колошка.

## История
На карте 1840 года уже была обозначена. В 1909 году здесь (деревня Старорусского уезда Новгородской губернии) было учтено 13 дворов. До 2020 года входила в состав Выбитского сельского поселения.

## Население
Численность населения: 114 человек (1909 год), 0 как в 2002 году, так и в 2010.